# Cantone di Cernay
Il Cantone di Cernay è una divisione amministrativa dell'arrondissement di Thann, in Francia.
A seguito della riforma approvata con decreto del 21 febbraio 2014, che ha avuto attuazione dopo le elezioni dipartimentali del 2015, è passato da 11 a 32 comuni.

## Composizione
Gli 11 comuni facenti parte prima della riforma del 2014 erano:
- Aspach-le-Bas
- Bernwiller
- Burnhaupt-le-Bas
- Burnhaupt-le-Haut
- Cernay
- Schweighouse-Thann
- Staffelfelden
- Steinbach
- Uffholtz
- Wattwiller
- Wittelsheim

Dal 2015 i comuni appartenenti al cantone sono i seguenti 32:
- Aspach-le-Bas
- Aspach-le-Haut
- Bitschwiller-lès-Thann
- Bourbach-le-Bas
- Bourbach-le-Haut
- Cernay
- Fellering
- Geishouse
- Goldbach-Altenbach
- Husseren-Wesserling
- Kruth
- Leimbach
- Malmerspach
- Michelbach
- Mitzach
- Mollau
- Moosch
- Oderen
- Rammersmatt
- Ranspach
- Roderen
- Saint-Amarin
- Schweighouse-Thann
- Steinbach
- Storckensohn
- Thann
- Uffholtz
- Urbès
- Vieux-Thann
- Wattwiller
- Wildenstein
- Willer-sur-Thur